# Le Bouchage (Charente)
 Le Bouchage  es una comuna y población de Francia, en la región de Poitou-Charentes, departamento de Charente, en el distrito de Confolens y cantón de Champagne-Mouton.
Su población en el censo de 1999 era de 190 habitantes.
Está integrada en la Communauté de communes du Confolentais .

## Demografía
| 327 | 290 | 246 | 232 | 197 | 190 |
| Para los censos de 1962 a 1999 la población legal corresponde a la población sin duplicidades (Fuente: INSEE [Consultar]) |     |     |     |     |     |